# ウインズ八代
ウインズ八代（ウインズやつしろ）は、熊本県八代市にある日本中央競馬会 (JRA) の場外勝馬投票券発売所 (WINS) である。

## 概略
ウインズ八代は、八代市が開発した日奈久地区の埋立地に、JRAが進出する形で2011年4月23日にオープンした。
施設は平屋建てで全館禁煙だが喫煙コーナーはあり、他にはレストランや売店などが設置されている。なお平日払戻は行なわれない。
2025年12月でウインズ佐世保が閉鎖されることに伴い、2026年1月以降は九州地方で唯一現金販売がされるウインズとなる予定。

## 交通アクセス
鉄道
- 肥薩おれんじ鉄道日奈久温泉駅下車、徒歩25分。

バス
ウインズ乗り入れ便は、いずれも土日祝日の日中のみ運行
- 産交バス（日奈久温泉ライン＜高田経由便＞）により八代市役所前から八代駅前・高田駅前・日奈久温泉駅前・日奈久温泉前経由で運行（。
- 八代市乗合タクシー（日奈久温泉ライン＜金剛経由定期便＞）により八代市役所前から麦島・植柳・金剛・日奈久温泉駅前・日奈久温泉前経由で運行。

道路
- 国道3号および南九州西回り自動車道日奈久インターチェンジ出入口交差点すぐ。

## 周辺施設
- 日奈久温泉